# Gustaf Löwenhielm
Gustaf Carl Fredrik Löwenhielm, född 6 oktober 1771 i Stockholm, död 29 juli 1856 i Stockholm, var en svensk greve, general, en av rikets herrar och envoyé.

## Bakgrund
Löwenhielm var son till hovkanslern och diplomaten Fredrik Adolf Löwenhielm och hovdamen Augusta von Fersen (känd som en av de tre gracerna vid Gustav IIIs hov)  samt sonson till Carl Gustaf Löwenhielm. Hans yngre bror Carl Löwenhielm var troligen endast hans halvbror då denne i själva verket anses ha varit illegitim son till den blivande Karl XIII.

## Ungdomsåren
Gustaf Löwenhielm uppfostrades 1781–87 jämte sin yngre bror Carl vid Strasbourgs universitet, då en samlingsplats för förnäma ynglingar från olika länder, såsom furst Metternich med flera. Enligt tidens sed hade han redan i ung ålder inskrivits i ett regementes rullor; efter hemkomsten utnämndes han till löjtnant vid Lätta dragonerna och vann därtill anställning vid hovet i konungens omedelbara närhet. Han deltog med sitt regemente i 1788–90 års ryska krig där han avancerande till ryttmästare. Under maskeraden den 16 mars 1792, då kung Gustav III sköts av kapten Jacob Johan Anckarström, var han vakthavande kapten hos konungen och en av dem som drog sin värja till konungens försvar.

## Karriär

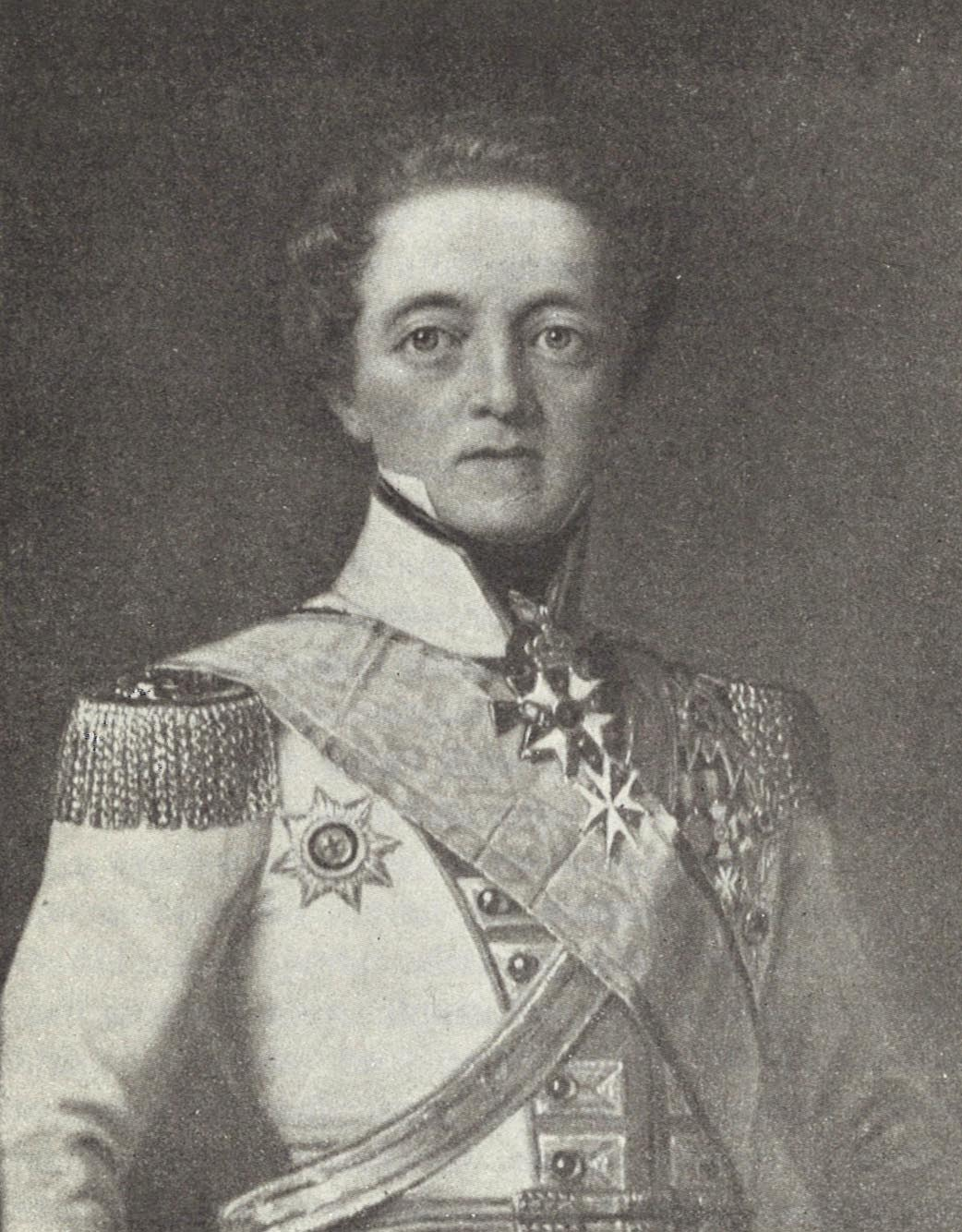
Gustaf Löwenhielm porträtterad av Olof Johan Södermark, iklädd uniform för Livgardet till häst.

Under åren närmast efter Gustav III:s död ägnade han sig fullt ut åt krigarens yrke, dels som kavalleriinspektör 1804–09, dels som överste och generaladjutant i Pommern och Sachsen-Lauenburg 1805–06, delvis även som stabschef i början av Finska kriget 1808, tills han sårades svårt vid Pyhäjoki och föll i rysk fångenskap. Först efter 1809 års halvering av riket utväxlades han och deltog omedelbart därefter i expeditionen till Västerbotten.
Vid tronföljarvalet 1810 arbetade han för konungen av Danmark men sändes efter dess utgång av Karl XIII, som han och hans bror Karl Axel alltid stått nära, jämte denne för att möta den nye tronföljaren Karl XIV Johan. Han blev snart en av dennes närmaste anhängare och medhjälpare, och en av de första som invigdes i kronprinsens planer att frigöra Sverige från franskt protektorat och att vända dess blickar från Finland mot Norge. Han användes under de följande åren gång på gång i de viktiga beskickningar som krävdes för genomförandet av denna politik. Löwenhielm förde därför flera gånger den svenske kronprinsens bud till kejsar Alexander, var närvarande i Trachenberg (1813) och satte den överenskomna fälttågsplanen på papperet, gjorde som generaladjutant fälttågen i Tyskland, Frankrike, Danmark och Norge (1813–14), då och då avbrutna av nya särskilda tjänster, samt utnämndes efter fredssluten till minister, först i Wien (1816–17), därefter (1818) i Paris.
Även efter denna tid användes han vid olika tillfällen till särskilda uppdrag då Karl Johan lade särskild vikt vid valet av ombud, så till exempel vid kronprinsessan Josefinas förmälning och färd till Sverige 1823, drottning Viktorias kröning 1838. Löwenhielm utövade sitt yrke i Paris väl ända in på sitt 85:e år. Han utövade även ett icke obetydligt inflytande. Bekant är hans försök vid julirevolutionen 1830 att i det längsta rädda kronan åt Karl X. Han höll nära kontakt med författare i Paris som behandlade historiska ämnen av intresse för Sverige, och övade tydligen i mer än ett fall inflytande på deras skrivande, till exempel på general Suremains memoarer, Touchard-Lafosses historia över Karl Johan o.s.v..

## De sista åren

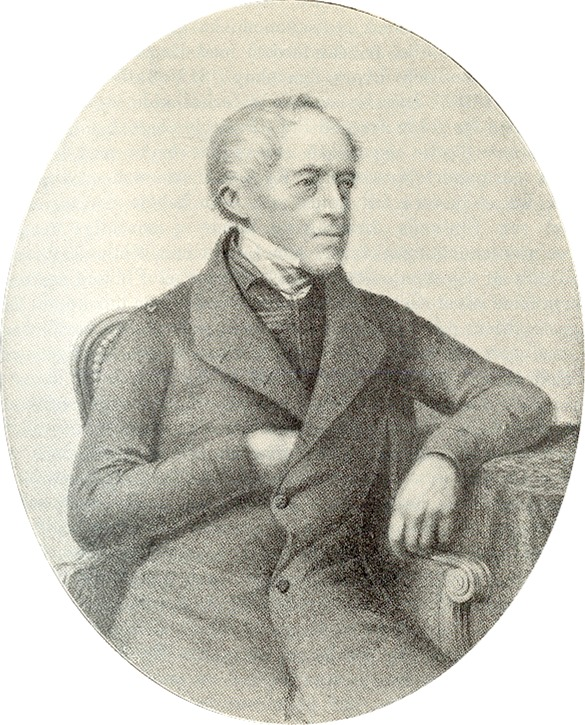
Gustaf Löwenhielm på äldre dagar.

Sin återkallelse i början av 1856 hade den gamle mannen svårt att förlika sig vid och överlevde den också endast helt kort. Under vistelsen i Paris hade Löwenhielm utnämnts till general (1826), generalinspektör för kavalleriet (1833) och excellens (1837) samt var under samma år på förslag till utrikes statsminister. I regel infann han sig på permission vid riksdagarna och deltog med liv och lust mer eller mindre långvarigt i flertalet riksdagar från 1809 till sin död. År 1834 var han starkt på tal som blivande lantmarskalk, men avböjde uppdraget. Med sin europeiska erfarenhet följde han ivrigt utvecklingen även hemma och framlade över dess förhållanden emellanåt sina tankar i promemorior, skrivna på ett frimodigt, träffande, originellt, stundom något drastiskt språk. I unionsfrågan förordade han därför (1828) en kraftigare, målmedveten politik mot Norge. Ett av hans utlåtanden, som utvidgades till en ströskrift, Om styrelsens organisation (1830; 4:e uppl. 1834), var ej utan inflytande på departementalstyrelsens införande. Han förordade kraftigt den nya Trollhättekanalen och blev dess förste direktionsordförande.
I nära sex år (l juli 1812–26 maj 1818) var han även chef för de kungliga teatrarna, som slogs samman under hans ledarskap. De elevskolor och pensionsinrättningar som därefter bildades för dessa är hans verk.
Löwenhielm invaldes 1830 som ledamot nummer 424 av Kungliga Vetenskapsakademien. Han var också serafimerriddare och kommendör av Svärdsorden.
Av hans efterlämnade papper förvaras en stor del i Riksarkivet. Samlingen som inte är så stor till omfånget rör huvudsakligen hans diplomatiska bana; dess viktigaste partier är från åren 1812–16. Dessutom finnas några historiska fragment samt ett antal koncept till utlåtanden och dylikt. Av dessa har några tryckts upp, bland annat "Minnen af Gustaf III" och några anmärkningar vid Schinkels minnen i Fryxells "Bidrag till Sveriges historia efter 1772", där även en mängd smärre historiska uppgifter förekommer med Löwenhielm som uppgiftslämnare, vidare en uppsats (troligen från 1828), "Om hufvudfelet i ämbetsverkens organisation i Sverige" och en annan "Den norska frågan 1828", bägge i "Historisk tidskrift" 1905. (Där finns också en kortare översikt över Riksarkivets andel av hans papper.)